# 赤いトラクター
『赤いトラクター』（あかいトラクター）は、1979年4月25日に発売された小林旭のシングル。1977年からヤンマー農機（現・ヤンマーホールディングス）のトラクター（通称「赤トラ」）のCMソング。

## 概要
ヤンマーが展開するトラクター「YMシリーズ」の一つとして1976年に発売した「YM2210」は、トランスミッションにノークラッチ変速パワーシフト機構を採用した、小型トラクターとしては世界初となる画期的なマシンであり、「赤トラ」として一時代を築いた。
作詞を担当した能勢英男はヤンマーの宣伝部長であり、作曲を担当した米山正夫とのコンビでヤンマーのCMソングを多数制作した。本作もその一つである。他に有名な作品としては、『ヤン坊マー坊天気予報』（1959年）や、山岡英二(吉幾三)のデビュー曲『恋人は君ひとり』（1973年）などがある。
ヤンマーは1977年9月より小林旭を起用した「ヤンマーディーゼルトラクタ」（いつから「ヤンマーディーゼルトラクター」表記になったのかは定かではないが、当時は最後の伸ばし音を書かない慣習があった）のCMを放映し、同時にCMソングのノベルティ盤を製作し、頒布した（タイトルは『燃える男の赤いトラクタ』。当時は成約時などにノベルティをプレゼントする慣習があった）。CMは「赤いトラクター」（略して「赤トラ」）として非常に好評で、CMソングをノベルティ版から若干タイトルおよび歌詞を替えたうえで（トラクタ→トラクター）、1979年に小林旭のシングル盤として市販された。
小林は1977年から1982年まで「赤トラ」のCMに起用された。「赤トラ」の後継シリーズである1982年発売の「YM4220」（通称「ニュー赤トラ」）でも引き続いて起用され、1983年発売の「FX26D」（通称「赤トラSUPERフォルテ」）など、「YMシリーズ」の後継の「フォルテシリーズ」でも引き続いて起用された。これにより、マイトガイを知らない世代にまで小林旭の名を知らしめた。『赤いトラクター』は引き続いてトラクターのCMソングとして用いられたが、後期のCMでは小林の歌唱はなく、空オケのみとなっている。
音源は、1977年リリースのノベルティ盤と、1979年リリースのシングル盤のほか、1996年発売のアルバム『ベスト ヒット全曲集3』の為に新たに録音されたバージョンがある。

## 収録曲
- 両楽曲共に、作詞：能勢英男、作曲：米山正夫、編曲：小杉仁三

1. 赤いトラクター（3分19秒）
2. 東京銀座は他人町（3分18秒）

## トリビア
- 「赤トラ」がヒットする中、小林旭は1979年6月よりヤンマーの舶用主機のCMにも起用され、『漁港列島』を歌った。こちらもノベルティ盤とは別に、1979年11月にシングル盤がリリースされている。ノベルティ盤は11番まであるが、シングル盤はかなり端折られており、例えばCMで使われた「港大原銚子港」の3番はシングル盤には収録されていない。

- 2006年に藤商事より『CR渡り鳥AKIRA』がリリースされた。小林旭をフィーチャーしたパチンコ台で、液晶に「ヤンマーディーゼルトラクタ」のCMと『赤いトラクター』の曲が流れる「燃える男の赤トラリーチ」の演出がある。